# スティーヴン・ファースト
スティーヴン・ファースト（Stephen Furst,  1954年5月8日 - 2017年6月16日）は、アメリカ合衆国の俳優、声優である。

## 来歴
1954年、バージニア州ノーフォークに生まれる。1976年に同州にあるバージニア・コモンウェルス大学を卒業。1975年からテレビで活動を初め、1978年に出演したジョン・ベルーシ主演のコメディ映画『アニマル・ハウス』への出演で一気に知名度が上がった。その後もコメディ映画に限らず様々なジャンルのテレビや映画作品へ出演し、役者としての地位を確立。テレビドラマにおいてはSFテレビドラマの『バビロン5』でのヴァー・コット役での出演においても知られている。1990年代以降は声優としても活躍する場を広げていたが、2006年からは俳優活動を休止していた。
2017年6月16日、糖尿病由来の合併症で、カリフォルニア州ムアパークの自宅で死去。

### 私生活
1978年に『アニマル・ハウス』で共演したロレイン（旧姓Wright）と結婚。2人の父親でもあった。なお、『アニマル・ハウス』におけるロレインの役は、終盤の同窓会パレードを大混乱に陥れるために、ケント（スティーヴン・ファースト）がビー玉1万個を購入する商店の会計係である。息子が2人おり、長男のグリフ・ファーストは『フランケン・ジョーズ』や『シャーク・ショック』などのB級モンスターパニック映画を監督し、次男のネイサン・ファーストは『ネイビー・シールズ』や『ニード・フォー・スピード』などの作曲家として活躍している。

## 出演作品

### 映画
- アメリカン・ラズベリー American Raspberry (1977)
- The Bastard (1978) ※テレビ映画
- アニマル・ハウス Animal House (1978)
- Take Down (1979)
- Swim Team (1979)
- Scavenger Hunt (1979)
- オールナイト大学狂騒レース! Midnight Madness (1980)
- 恐怖のいけにえ The Unseen (1980)
- Getting Wasted (1980)
- バイオニック・マーダラー Silent Rage (1982)
- ナショナル・ランプーン/パニック同窓会 Class Reunion (1982)
- アップ・ザ・クリーク Up the Creek (1984)
- Pigs vs. Freaks (1984)
- Alf Loves a Mystery (1987)
- ドリーム・チーム The Dream Team (1989)
- ユニバーサル・キッド Magic Kid (1993) ※ビデオ作品
- Shake, Rattle and Rock! (1994)
- GUY/ 俺たちの戦場 Magic Kid II (1994)
- 魔法の森のおしゃべりクマさん/ スリー・ベアーズ＆リトル・レディ Goldilocks and the Three Bears (1995)
- Cops n Roberts (1995)
- Back to Back (1996)
- リトル・ビッグフット2 Little Bigfoot 2: The Journey Home (1997)
- スペース・ガーディアン/ バビロン5 Babylon 5: Thirdspace (1998)
- Deadly Delusions (1999)
- Title to Murder (2001)
- Going Greek (2001)
- Echos of Enlightenment (2001)
- 女子寮潜入大作戦! ソロリティー・ボーイズ Sorority Boys (2002)
- Searching for Haizmann (2003)
- Christmas Vacation 2: Cousin Eddie's Island Adventure (2003)
- ルーミーズ Roomies (2004)
- メテオ2 地球が崩壊する日 Path of Destruction (2005)
- Everything's Jake (2006)
- Seven Days of Grace (2006)
- Against Type (2006)
- ナイトメア・ミュージアム Nightmare Museum (2006)
- 私の中のあなた My Sister's Keeper (2009) ※製作総指揮のみ

### テレビドラマ
- Movin' On (1975)
- Family (1978)
- デルタハウス Delta House (1979)
- ニューハート Newhart (1983)
- 白バイ野郎ジョン&パンチ CHiPs (1983)
- St. Elsewhere (1983 - 1988)
- ジェファーソンズ The Jeffersons (1984)
- フェアリーテール・シアター/ 『三匹の子ブタ』 Faerie Tale Theatre (1985)
- 冒険野郎マクガイバー MacGyver (1989)
- Have Faith (1989)
- Night Court (1990)
- ジェシカおばさんの事件簿 Murder, She Wrote (1990)
- バード事件簿 Gabriel's Fire (1991)
- メルローズ・プレイス Melrose Place (1994)
- バビロン5 Babylon 5 (1994 - 1998)
- Howie Mandel's Sunny Skies (1995)
- シカゴ・ホープ Chicago Hope (1995)
- Dr．マーク・スローン Diagnosis Murder (1996)

### 声の出演
- スペース・レンジャー バズ・ライトイヤー 帝王ザーグを倒せ! Buzz Lightyear of Star Command: The Adventure Begins (2000)
- リトル・マーメイドII Return to The Sea The Little Mermaid II: Return to the Sea (2000)

### テレビアニメ
- Freakazoid! (1995 - 1996)
- Jungle Cubs (1997 - 1998)
- スペース・レンジャー バズ・ライトイヤー Buzz Lightyear of Star Command (2000 - 2001)

### ビデオゲーム
- Buzz Lightyear of Star Command (2000)